# Anticharis arabica
Anticharis arabica là một loài thực vật có hoa trong họ Huyền sâm. Loài này được Endl. mô tả khoa học đầu tiên năm 1839.